# هیو گریفیث
هیو گریفیث (انگلیسی: Hugh Griffith؛ زاده ۳۰ مهٔ ۱۹۱۲ – درگذشته ۱۴ مه ۱۹۸۰) هنرپیشه اهل بریتانیا بود. از فیلم‌هایی که وی در آن نقش داشته‌است، می‌توان به بن هور، حکایت‌های کنتربری، میهمان و خروج اشاره کرد.
وی همچنین برنده جوایزی همچون جایزه اسکار بهترین بازیگر نقش مکمل مرد شده‌است.

## مرگ
گریفیث، در خانه خود در کنزینگتون، لندن درگذشت. 